# Філомафітський Євграф Матвійович
Філомафітський Євграф Матвійович (20 грудня 1790 — 16 квітня 1831) — вчений і письменник російського роду з с. Малахова, тепер Ярославської області, син священика. В 1816 Закінчив Харківський Університет і з 1826 був його професором з загальної історії, географії й статистики. Філомафітський був одним з редакторів першого в Україні журналу рос. дореф. Украинскій вѣстникъ (1816 — 19); відомий також як пропаґатор театральної справи в Україні.